# Mire usté
Mire usté va ser un programa de televisió de sàtira política d'Antena 3. Era un programa basat íntegrament en els esquetxos i paròdies polítiques. L'equip estava dirigit per Toni Soler i provenia del programa de ràdio Minoria absoluta. L'estructura estava formada per gags i cada bloc estava separat per la presentació d'un dels personatges en un petit escenari amb públic. El programa es va estrenar el 9 d'octubre de 2005 i va ser retirat el 4 de desembre, després d'una pèrdua progressiva d'audiència. És considerat l'embrió del Polònia.